# Karl Rinck von Starck

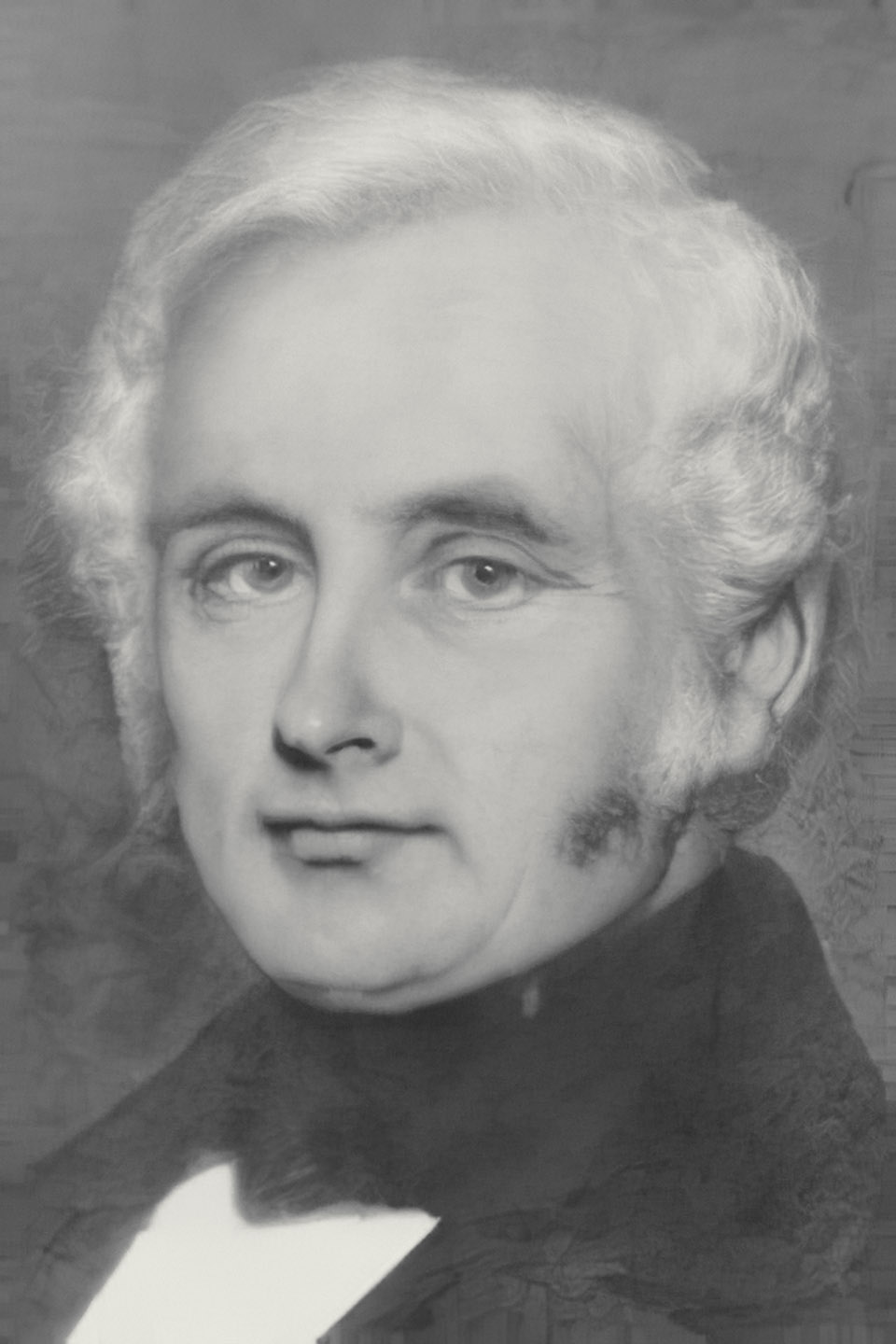
Karl Ernst August Rinck Freiherr von Starck

Karl Ernst August Rinck Freiherr von Starck (* 16. Oktober 1796 in Königsberg (Preußen); † 23. Juni 1875 in Darmstadt) war ein hessischer Beamter und Abgeordneter der Zweiten Kammer der Landstände des Großherzogtums Hessen.

## Familie
Karl von Starck war der Sohn von Friedrich Theodor Rinck (1770–1811), Erster Pfarrer an der Dreifaltigkeitskirche in Danzig und Professor der Theologie an der Universität Königsberg, die Mutter war dessen Frau Julianna Louise Gerdrutha (1764–1816), geborene von Brunnow, Tochter des Johann Friedrich von Brunnow, Arrendator (Pächter) auf Essern in Kurland. 1814 wurde Karl von Starck durch den großherzoglich-hessischen Oberhofprediger Johann August von Starck adoptiert. Ebenfalls 1814 wurde die Familie großherzoglich-hessisch geadelt. Sie war evangelisch.
Karl von Starck heiratete am 30. Dezember 1825 Karoline Sophie Elisabethe von Müller (1801–1875), Tochter des königlich großbritannischen Oberstleutnants Philipp von Müller. Ihr gemeinsamer Sohn Julius wurde Präsident des Gesamtministeriums des Großherzogtums Hessen.

## Karriere
Karl von Starck studierte Rechtswissenschaft. Sein Berufseinstieg erfolgte 1818 als Regierungs- und Hofgerichtssekretariatsakzessist am Hofgericht Darmstadt. 1819 wurde er Assessor beim Amt Darmstadt, 1821 Assessor am Hofgericht Darmstadt und später Assessor mit Stimme (Richter) am Landgericht Zwingenberg. Danach wechselte er aus dem Justizdienst in die Verwaltung zur Regierung in Darmstadt, zunächst als zweiter Assessor mit Stimme und ab 1827 als Regierungsrat. Nach der Gebietsreform von 1832 wurde er erster Kreisrat des neu formierten Kreises Darmstadt, ein Amt, das in Personalunion mit dem des Provinzialkommissars der Provinz Starkenburg verbunden war. Nach der Revolution von 1848 im Großherzogtum Hessen wurden dessen Provinzen und Kreise aufgelöst und Regierungsbezirke gebildet. Starck wurde Dirigent der Regierungskommission des Regierungsbezirks Darmstadt. Als in der Reaktionsära die Kreise 1852 wieder hergestellt wurden, übernahm er erneut das Amt des Kreisrats von Darmstadt. 1853 wechselte er als Ministerialrat in das Ministerium des Inneren. 1854 wurde er außerordentliches Mitglied des Staatsrats. Für den 15. Landtag wurde er 1856 zum Landtagskommissar für die Zweite Kammer der Landstände des Großherzogtums Hessen ernannt. Ab 1860 war er Präsident des Oberkonsistoriums der Evangelischen Landeskirche Hessen. 1870 wurde er pensioniert.

## Weitere Engagements
Von 1851 bis 1856 gehörte er der Zweiten Kammer der Landstände während des 14. Landtags an. Er wurde für den Wahlbezirk Wahlbezirk Starkenburg 17/Langen gewählt.

## Ehrungen
- 1852 Geheimrat[9]
- 1868 Wirklicher Geheimrat mit dem Prädikat Exzellenz[10]
- Promotion zum Dr. jur. h. c.[11]